# Ел Баида
Ел Баида (арап. البيضاء; Az Zawiya Al Bayda — Бели манастир) је један од великих градова у Либији, други по величини у источној Либији, са 250.000 становника. Налази се око 200 километара источно од Бенгазија.
Модерни град је изграђен 1950. године. То је требало да буде нова либијска престоница, па су изграђена многа репрезентативна здања.
Највећа атракција у граду је гроб пратиоца пророка Мухамеда Руваифи ибн Табит ел Ансарија. По њему се град првобитно звао Сиди Рафа.
Клима у Ел Баиди се сматра најбољом у Либији. Зиме трају од октобра до марта, а температуре у том периоду падају до 5 °.
Био је административна престоница земље у време владавине краља Идриса ел Санусија.